# Etna (Pennsylvanie)
Etna est un borough du comté d'Allegheny, situé en Pennsylvanie, aux États-Unis. Il est situé le long de l'Allegheny, en face de Pittsburgh.

## Naissances
- John Abramovic - ancien joueur de basketball